# Daanbantayan
Daanbantayan ist eine Großraumgemeinde in der Provinz Cebu auf den Philippinen. Sie hat 84.430 Einwohner (Zensus 1. August 2015), die in 20 Barangays leben. Sie gehört zur ersten Einkommensklasse der Gemeinden auf den Philippinen und wird als partiell urbanisiert beschrieben.

## Geographie
Die Gemeinde liegt im äußersten Norden der Insel Cebu und sie wird begrenzt von der Visayas-See im Nordwesten, von der Camotes-See im Osten. Cebu City liegt ca. 128 km südlich der Gemeinde und ist über die Küstenstraße von dort zu erreichen. Die einzige landseitige Nachbargemeinde ist Medellin im Süden. Die Topographie der Gemeinde wird zu 71 % als Flachland und zu 29 % als gebirgig beschrieben. Zur Gemeinde gehören zahlreiche kleinere unbewohnte und die bewohnte Insel Malapascua, die bei Tauchtouristen beliebt ist.

## Sehenswürdigkeiten
An erster Stelle der Sehenswürdigkeiten steht die 1852 erbaute Pfarrkirche Sta. Rosa de Lima, außerdem der Tapilon Point, von dem in früheren Zeiten ein Beobachter die Bewohner vor den herannahenden Moro-Piraten warnte. Heute steht auf dem Platz ein Beobachtungshaus, das eine 360-Grad-Sicht bei jedem Wetter ermöglicht. Die Insel Gato, ein großer Felsen im Meer, der eine im Wasser liegende Höhle hat, kann nach einer 50-minütigen Bootsfahrt erreicht werden kann. Beliebt ist auch der Monad Shoal, ein Unterwasserberg der bis 24 Meter an die Wasseroberfläche heranreicht. In seiner Nähe können Tauchtouristen Haie, Rochen und andere Unterwasser lebende Tierarten beobachten. Carnaza Island kann man nach einer dreistündigen Bootsfahrt über die Visayas-See erreichen, auf ihr kann man seltene Vogelarten beobachten.

## Barangays

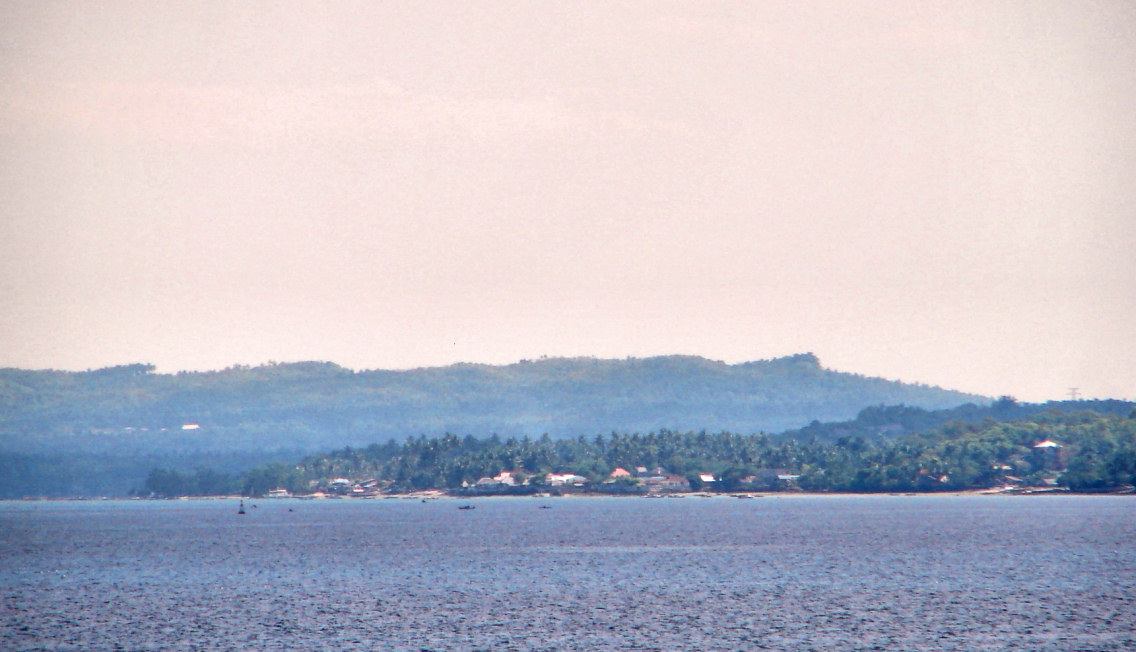
Maya

- Agujo
- Bagay
- Bakhawan
- Bateria
- Bitoon
- Calape
- Carnaza
- Dalingding
- Lanao
- Logon
- Malbago
- Malingin
- Maya
- Pajo
- Paypay
- Poblacion
- Talisay
- Tapilon
- Tinubdan
- Tominjao